# Владимир Вуйович
Владимир Вуйович (серб. Vladimir Vujović, нар. 23 липня 1982, Будва) — чорногорський футболіст, півзахисник.
Насамперед відомий виступами за клуб «Белград» (Іваниця), «Сутьєска», а також національну збірну Чорногорії.

## Клубна кар'єра
У дорослому футболі дебютував 1999 року виступами за команду клубу «Могрен», в якій провів два сезони, взявши участь у 22 матчах чемпіонату.
Згодом з 2001 по 2008 рік грав у складі команд клубів «Белград» (Іваниця), «Петровац», «Сутьєска», «Побєда», «Таврія», «Аль-Вахда» (Мекка), «Могрен» та «Промінь-Енергія».
Своєю грою за останню команду привернув увагу представників тренерського штабу клубу «Вашаш», до складу якого приєднався 2008 року. Відіграв за клуб з Будапешта наступний сезон своєї ігрової кар'єри.
Протягом 2009—2011 років захищав кольори клубів «Могрен», «Восток» та «Аль-Агед» (Бейрут).
У 2019 році завершив кар'єру. З 21 серпня 2022 року технічний директор футбольного клубу Борнео.

## Виступи за збірну
2007 року дебютував в офіційних матчах у складі національної збірної Чорногорії. Протягом кар'єри у національній команді провів у формі головної команди країни 3 матчі.